# سورن آساطوریان
سورن خنکویی آساطوریان (ارمنی: Սուրեն Խնկոյի Ասատրյան) یک نویسنده ارمنستانی-ایرانی بود.

## زندگی‌نامه
وی در سال ۱۹۱۶ میلادی (۱۲۹۵ خورشیدی) در شهر گارنی ارمنستان به دنیا آمد. در سال ۱۹۲۵ میلادی (۱۳۰۴ خورشیدی) به منظور پیوستن به پدرش که توسط بلشویکها تبعید شده بود با خانواده اش به ایران مهاجرت نمود و در شهر مراغه اقامت گزید. تحصیلات ابتدایی و متوسطه را در مراغه و تبریز گذراند و به فعالیت‌های ادبی و علمی روی آورد.
مهمترین آثار وی «اشک‌های مادرم» و «لاله‌های زنده» می‌باشند که موفق به دریافت جایزه ادبی خلیفه‌گری آنتیلیاس کیلیکیه شده‌اند.
وی در زمان جنگ ایران و عراق خدمات ارزنده‌ای در زمینه شیمی در وزارت صنایع داشته‌است.
آساطوریان در سال ۱۹۹۱ میلادی (۱۳۷۰ خورشیدی) در تهران بدرود حیات گفت.

## یادداشت
1. ↑  سریر مقدس کیلیکیه